# Wümme-Zeitung

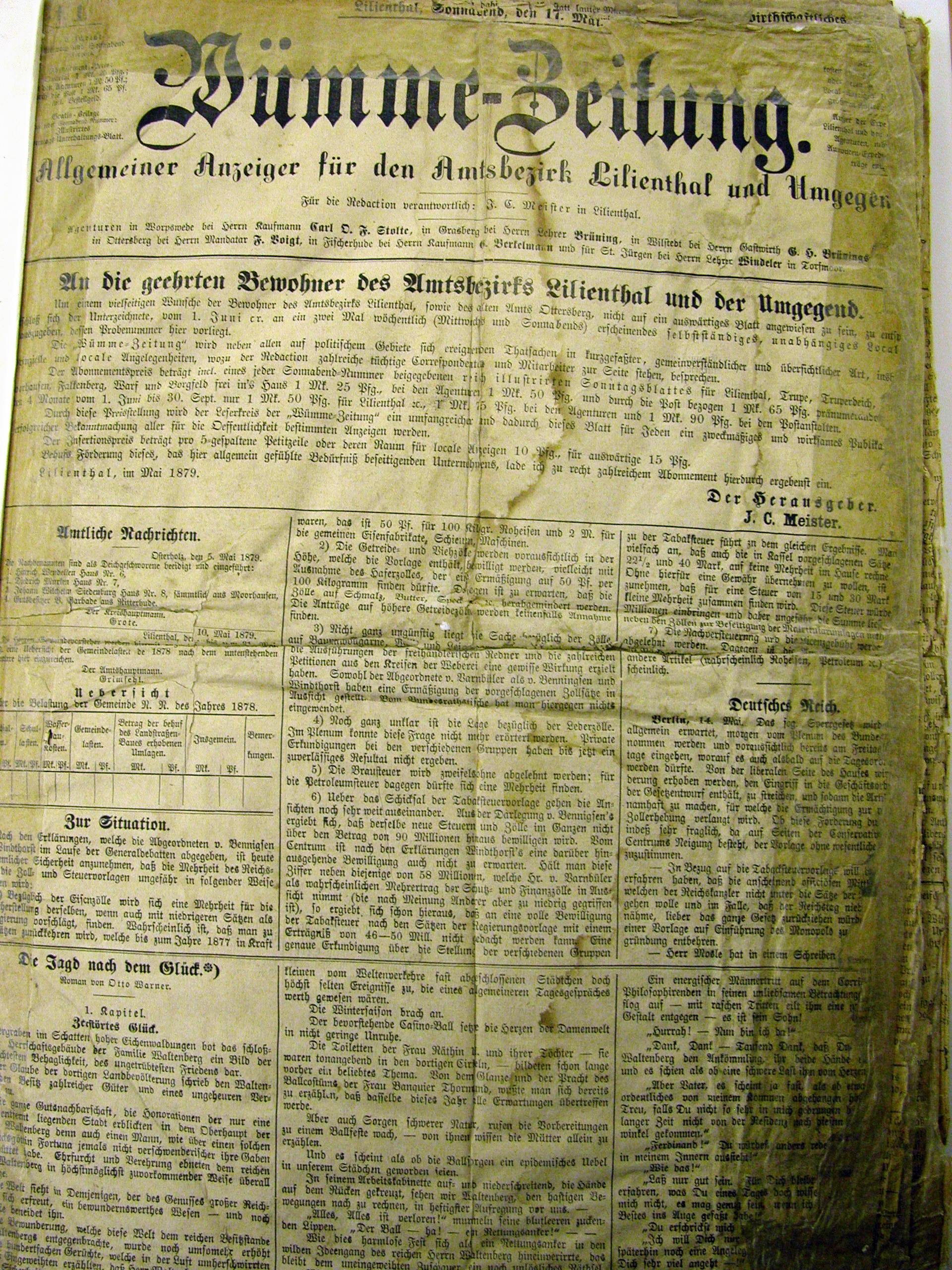
Die erste Wümme-Zeitung vom 17. Mai 1879

Die Wümme-Zeitung ist eine Zeitung aus und für Lilienthal und für Teile des Landkreises Osterholz und Bremen-Borgfeld. Sie erscheint von Montag bis Samstag als regionale Beilage des Weser-Kuriers in Lilienthal, Worpswede, Grasberg, Tarmstedt, Bremen-Borgfeld und Bremen-Blockland. Die verkaufte Auflage beträgt 9339 Exemplare, ein Minus von 27,9 Prozent seit 1998.

## Geschichte
Die Wümme-Zeitung wurde am 17. Mai 1879 als „selbstständiges Lokalblatt“ für Lilienthal und Umgebung gegründet. Sie wurde von Ostersode bis Oberneuland und von Ritterhude bis Wilstedt verbreitet.

### Beginn
Bevor J. C. Meister die Wümme-Zeitung gründete, hatte er in Osterholz-Scharmbeck die Vegesacker Wochenschrift geleitet, aus der später die Norddeutsche Volkszeitung wurde. Der Wunsch nach einem „selbstständigen und unabhängigen Lokalblatt“ war lauter geworden und die neue Zeitung für die Region zwischen Wümme und Hamme wurde gegründet. Sitz des Unternehmens war Lilienthal, in einem Nebengebäude des Stadtlanderschen Anwesens am Ende des Arpsdammes. Bereits 1886 zog man in das neue Verlagshaus an der Hauptstraße 46. Als Meister 1889 starb, übernahm dessen Witwe Margarethe Katharina die Regie des Unternehmens. Nach ihrem Tod wurde der langjähriges Betriebsleiter Heinrich Schwalenberg Verleger. Gemeinsam mit dem Gründersohn Christel Meister gründete Schwalenberg 1913 die OHG J. C. Meister, die dann auch von den weiteren Erben fortgesetzt wurde. Die Wümme-Zeitung wurde noch bis 1968 auf der verlagseigenen Rotation an der Hauptstraße 46 in Lilienthal gedruckt.

### Nachkriegszeit
Von 1945 bis 1949 durfte die Wümme-Zeitung nicht erscheinen. Am 1. Juli 1949 wurde dann die erste Ausgabe nach dem Zweiten Weltkrieg herausgegeben unter der verlegerischen Leitung von Hans Schwalenberg. Fritz Gagelmann hatte von 1949 bis 1974 als verantwortlicher Redakteur die Schriftleitung für die Wümme-Zeitung. Viele Jahre war Gagelmann († 1974) Vorsitzender des Lilienthaler Heimatvereins.
Ab dem 1. September 1949 erschien es mit dem Obertitel „Niederdeutsche Zeitung“. Diese auch in Achim/Verden und Zeven/Bremervörde erscheinende Zeitung besaß eine Lizenz und lieferte den Mantel – den überregionalen Teil. Aus Lilienthal und Umgebung durfte der Verlag wieder selbst berichten. Als der Lizenzzwang fiel, erschien am Montag, 26. September, erstmals wieder die WÜMME-ZEITUNG. Die Redaktionsgemeinschaft mit der Niederdeutschen Zeitung wurde beibehalten und am 1. Oktober 1951 zum Zeitungsring „Rund um Bremen“ ausgebaut. Auf diese Art war es auch für kleine Zeitungen möglich, aus der gesamten näheren Umgebung zu berichten. Das wurde von den Lesern honoriert. Zu diesen gehörte der Bremer Bürgermeister Wilhelm Kaisen, der in Borgfeld wohnte und 1954, zum 75. Jubiläum, ebenso gratulierte wie Bundeskanzler Konrad Adenauer und Niedersachsens Ministerpräsident Hinrich-Wilhelm Kopf. Es folgten zwei eng gesetzte Seiten Glückwünsche; der von Alfred Faust, Pressesprecher des Bremer Senats, war überschrieben mit „Das Weltblatt im Teufelsmoor“.
1974 wurde die Wümme-Zeitung an die Bremer Tageszeitungen AG verkauft. Am 5. August erschien die letzte Ausgabe vor der Übernahme mit dem letzten Zeitungsroman – „Die Kinder vom Teufelsmoor“ vom Aumunder Lehrer und Autor Werner Schrader. Ab dem 6. August 1974 ist die WÜMME-ZEITUNG eine Regionalausgabe des WESER-KURIER, seit dem 15. Oktober 1974 wird ihr Titel in Antiqua statt in Frakturschrift gesetzt.
Seit der Übernahme durch den Weser-Kurier erscheint die Wümme-Zeitung als Regionalausgabe des Weser-Kuriers und der Bremer Nachrichten für die Gemeinden Lilienthal, Worpswede, Grasberg, Tarmstedt und die Stadtteile Bremen-Borgfeld und Bremen-Blockland.

## Leiter der Regionalredaktion
- J. C. Meister, von 1879 bis 1889
- Margarethe Katharina Meister, von 1889 bis 1913
- Heinrich Schwalenberg, von 1913 bis unbekannt
- Fritz Gagelmann von 1935 bis 1941 und von 1949 bis 1974
- Walter Schreckenbach, von 1974 bis 31. Dezember 1980
- Volkmar Friedrichs, vom 2. Januar 1981 bis 30. Juni 1981
- Karl-Heinz Groß, vom 1. Juli 1981 bis 30. September 1987
- Klaus-Dieter Pfaff, vom 1. Oktober 1987 bis 30. April 2010
- Antje Borstelmann, ab 1. Mai 2010
- André Fesser, ab 1. Januar 2018

## Auflage
Die Wümme-Zeitung hat wie die meisten deutschen Tageszeitungen in den vergangenen Jahren an Auflage eingebüßt. Die verkaufte Auflage ist in den vergangenen 10 Jahren um durchschnittlich 2,1 % pro Jahr gesunken. Im vergangenen Jahr hat sie um 2,9 % abgenommen. Sie beträgt gegenwärtig 9339 Exemplare. Der Anteil der Abonnements an der verkauften Auflage liegt bei 88,3 Prozent.
| 1998  | 1999  | 2000  | 2001  | 2002  | 2003  | 2004  | 2005  | 2006  | 2007  | 2008  | 2009  | 2010  | 2011  | 2012  | 2013  | 2014  | 2015  | 2016  | 2017  | 2018  | 2019  | 2020  | 2021  | 2022  | 2023 | 2024 |
| ----- | ----- | ----- | ----- | ----- | ----- | ----- | ----- | ----- | ----- | ----- | ----- | ----- | ----- | ----- | ----- | ----- | ----- | ----- | ----- | ----- | ----- | ----- | ----- | ----- | ---- | ---- |
| 12951 | 13275 | 13462 | 13532 | 13293 | 13104 | 12944 | 12792 | 12756 | 12776 | 12668 | 12629 | 12472 | 12378 | 12190 | 11735 | 11514 | 11103 | 10707 | 11478 | 11195 | 11117 | 10812 | 10635 | 10209 | 9619 | 9339 |